# Tom Fronza

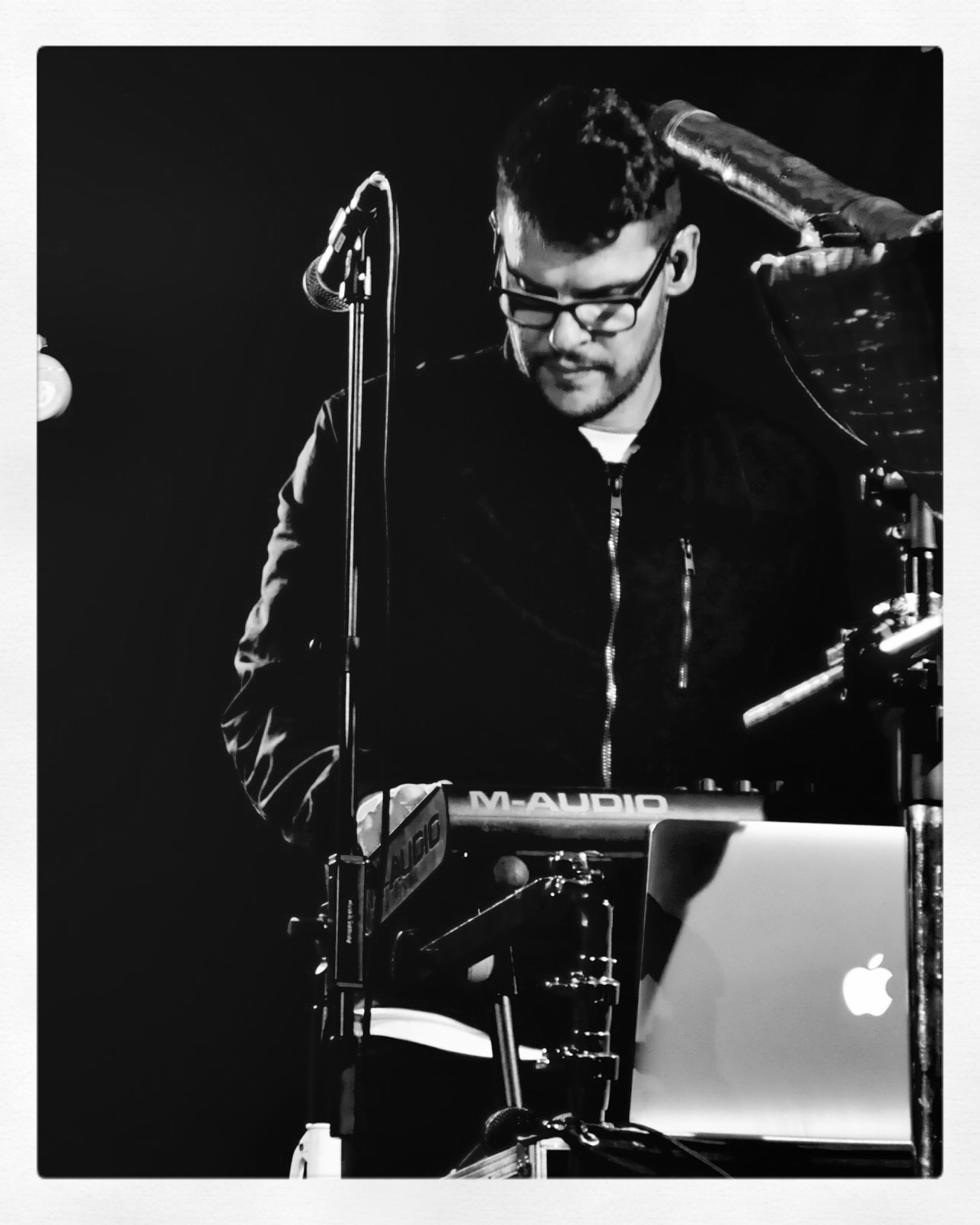
Tom Fronza beim Herzberg Festival 2017

Tomas „Tom“ Fronza (* 1. Dezember 1969 in Cles, Italien) ist ein deutscher Musiklabel-Inhaber und Multiinstrumentalist mit dem Hauptinstrument Didgeridoo.

## Leben
Im Jahr 1996 begann er seine professionelle musikalische Karriere als hauptberuflicher Straßenmusiker und gründete das Label Umlaut Recordings. Er war damit einer der ersten hauptberuflichen deutschen Straßenmusiker mit dem Hauptinstrument Didgeridoo und ist nach wie vor einer der ganz wenigen professionellen deutschen Didgeridoo-Spieler. In den darauffolgenden acht Jahren verlagerte sich sein Tätigkeitsfeld zunehmend hin zum Bühnen- und Studiomusiker. In diesem Zeitraum entstanden zahlreiche eigene Tonträger und musikalische Kollaborationen mit namhaften Musikern wie Ramesh Shotham, Mark Gillespie, Hakim Ludin, Klaus der Geiger, Pejman Hadadi, Thomas Godoj, dem Ensemble Samani und dem Ensemble Egschiglen.
Seit 1998 geht er einer privaten Lehrtätigkeit als Workshopleiter und Lehrer für das Didgeridoo nach. Neben Workshops und Konzerten in ganz Europa und den USA war Tom Fronza auch im Westen Australiens als Lehrer tätig. Dort unterrichtete er unter anderem im Auftrag des Ministeriums für Multikulturelle Angelegenheiten W.A. und im Didgeridoobreath, Freemantle. 2004 wurde Tom Fronza durch die Victor-Rolff-Stiftung mit einer Förderung bedacht. Im Jahr 2008 wurde sein Projekt „NuBeatz for Neighbors“ durch die Stiftung für deutsch-polnische Zusammenarbeit und das Polnische Institut Düsseldorf gefördert.
Tom Fronzas bevorzugte musikalische Stilistiken finden sich in der Weltmusik, im Trip Hop, Dub, Drum and Bass und Dancehall. Sein Einsatz als Gast- und Studiomusiker war in den vergangenen Jahren im Rock- und Popbereich gefragt. Zusammen mit Torsten Bugiel gründete er 2002 das Duo Drum 'n' Didg, ein Vorläufer der 2004 durch Tom Fronza gegründeten Band Analogue Birds. Mit den Analogue Birds war Tom Fronza 2015 in der NRW Endrunde des Creole – Global Music Contest vertreten und 2017 für den PopNRW-Preis nominiert.
Von 2019 bis 2020 war Tom Fronza Delegierter der GEMA. Des Weiteren ist Tom Fronza als Bassist, Percussionist und Produzent tätig. Auf seinem Label (LC 10253) veröffentlicht er jedoch nur Produktionen seiner eigenen Projekte. Zwischen 1999 und 2003 erlernte er an der Offenen Jazz Haus Schule Köln und bei Raul Sengupta das Spiel der indischen Tabla. Von 2008 bis 2009 war Tom Fronza als ständiger Gastmusiker bei der kompletten Plan A! Tour der Band von Thomas Godoj engagiert. Im Jahr 2007 erfolgte eine Kollaboration mit der polnischen Band Miloopa und dem amerikanisch-schweizerischen Produzenten Roli Mosimann (Jojo Mayer, New Order, Celtic Frost und Faith No More). Fronza war auf der „Chill Out Tour“ 2013 Bassist, Perkussionist und Didgeridoo-Spieler der Mark Gillespie Band.
Für das 2022 veröffentlichte Analogue-Birds-Album „Azimut“, das von Fronza aufgenommen und produziert wurde, arbeitete er u. a. mit Pat Appleton von DePhazz, Bodek Janke, Timo Gross, Ufo Walter und Sebastian Winne vom Rundfunk-Tanzorchester Ehrenfeld zusammen.
Im Herbst 2023 war der Musiker einem Vorwurf der kulturellen Aneignung ausgesetzt, den er mit einem persönlichen Statement ausräumte. Anschließend setzte er sich gegen die Instrumentalisierung durch die politische Rechte zur Wehr. Des Weiteren kritisierte Fronza den unsachlich geführten öffentlichen Diskurs über die Thematik und die unverhältnismäßige Berichterstattung zu dem Vorfall.
Im November 2023 erhielt Fronza als Würdigung seiner Arbeit den Kulturpreis des Kreises Herford.

## Diskografie
- 1998: Laliya – Terre De Sacha, Laliya
- 1998: Fronza – Same, Umlaut Recordings
- 2000: Fronza – Same Spot, Different Place, Umlaut Recordings
- 2002: Fronza & Shotham – Ancient Skills For Modern Ears, Umlaut Recordings
- 2002: Frank Heinkel – To Be Frank, Open Roads
- 2003: Fronza & Bugiel aka Drum 'n' Didg – Analog Birds In A Digital Sky, Umlaut Recordings[18]
- 2005: Underground Explosion – Vol. 4, Big Noise
- 2005: Analogue Birds – Little Creatures, Umlaut Recordings
- 2006: Analogue Birds – handnmouthmadedrumnbassdubbreaktrance, Umlaut Recordings
- 2007: Miloopa (PL) – Unicode, GigAnt
- 2008: Yidaki Compilation –  Vol. 1, Windproject
- 2008: Thomas Godoj – Plan A (Platin Edition), Sony Music
- 2011: Klaus der Geiger – (mit Ruki Werch), Von allen Seiten, Westpark Music - „Preis der deutschen Schallplattenkritik“ Bestenliste 2011[19]
- 2011: Analogue Birds – IntraTransport, Umlaut Recordings
- 2014: Analogue Birds – Lost & Sound, Umlaut Recordings
- 2018: Klaus der Geiger & Ruki Werch – Live!, Umlaut Recordings
- 2019: Analogue Birds – Live, Umlaut Recordings
- 2022: Analogue Birds – Azimut, Umlaut Recordings
- 2024: Analogue Birds – Error Before Beauty